# Tony Sergeant
Tony Sergeant (Deinze, 6 juni 1977) is een voormalig Belgische voetballer. Hij speelde van 2000 tot 2004 bij Royal Antwerp FC, waarmee hij 4 seizoenen in Eerste Klasse speelde. Nadien speelde Sergeant nog bij Zulte Waregem en Cercle Brugge. Sergeant was van 2012 tot 2014 ook trainer bij de beloften van AA Gent.

## Carrière
Sergeant begon in 1984 bij de jeugd van Zeveren Sportief, verkaste al snel naar KMSK Deinze en kwam in 1989 bij Cercle Brugge terecht. In 1995 keerde hij terug naar SK Deinze, waar hij in de A-kern van de tweedeklasser terechtkwam. In 2000 verhuisde hij naar Antwerp, waar hij vier seizoenen speelde (drie in eerste klasse) waar hij in 2004 door SV Zulte Waregem werd weggehaald. Het seizoen 2005-2006 was een echt succesverhaal. Sergeant scoorde 10 keer in de competitie, Zulte Waregem won de Beker van België en mocht in het seizoen 2006-2007 in de UEFA Cup aantreden.
Na dat seizoen stond Sergeant in de belangstelling van heel wat ploegen en verhuisde uiteindelijk naar het Italiaanse AS Bari, dat in de Serie B aantrad. Dat werd echter geen succesverhaal, want Sergeant kwam in Bari maar vijf keer aan de aftrap. In de winterstop werd hij uitgeleend aan Cercle Brugge, waar hij nog 13 wedstrijden speelde en 4 keer scoorde. In mei 2008 nam Cercle hem definitief over van Bari. Hij tekende een contract dat hem tot 2012 aan de Brugse vereniging bindt.
Sergeant stopte in 2012 met voetballen en werd beloftetrainer bij AA Gent. In 2014 verliet hij de club en startte hij een eigen trainingscentrum op, Sport & Talent.
Hij heeft twee kinderen.

## Statistieken
| seizoen | club             | land   | competitie         | wed. | goals |
| ------- | ---------------- | ------ | ------------------ | ---- | ----- |
| 2000-04 | Royal Antwerp FC | België | Jupiler Pro League | 105  | 18    |
| 2005/06 | SV Zulte Waregem | België | Jupiler Pro League | 32   | 10    |
| 2006/07 | SV Zulte Waregem | België | Jupiler Pro League | 31   | 7     |
| 2007/08 | AS Bari          | ITA    | Serie B            | 5    | 0     |
| 2007/08 | Cercle Brugge    | België | Jupiler Pro League | 13   | 4     |
| 2008/09 | Cercle Brugge    | België | Jupiler Pro League | 29   | 3     |
| 2009/10 | Cercle Brugge    | België | Jupiler Pro League | 17   | 1     |
| 2009/10 | Cercle Brugge    | België | Play-Off II A      | 4    | 1     |
| 2010/11 | Cercle Brugge    | België | Jupiler Pro League | 4    | 1     |
| 2011/12 | Cercle Brugge    | België | Jupiler Pro League | 0    | 0     |
|         |                  |        | Totaal             | 240  | 45    |